# Dominik Kahun
Dominik Kahun (* 2. Juli 1995 in Planá u Mariánských Lázní) ist ein deutsch-tschechischer Eishockeyspieler, der seit Februar 2025 beim Lausanne HC aus der Schweizer National League unter Vertrag steht und dort auf der Position des Centers spielt. Zuvor war Kahun unter anderem für die Chicago Blackhawks, Pittsburgh Penguins, Buffalo Sabres und Edmonton Oilers in der National Hockey League (NHL) aktiv.

## Karriere

### Anfänge
Dominik Kahun machte seine ersten Schritte auf Schlittschuhen in der Eishalle von Marienbad, ehe er im Kleinstschüler-Alter mit seiner Mutter nach Deutschland zog. Dort spielte er zwei Jahre in der Nachwuchsabteilung des 1. EV Weiden, ehe er sich für eine Saison dem Nachwuchs des HC Plzeň 1929 anschloss. Von dort aus ging es dann 2008 in die Nachwuchsabteilung der Jungadler Mannheim. Dort zählte Kahun sofort zu den Leistungsträgern, wurde in der Saison 2010/11 Topscorer der Schüler-Bundesliga (237 Punkte in 35 Spielen) und gewann den Meistertitel seiner Altersklasse 2009, 2010 und 2011.
In der Saison 2011/12 spielte Kahun mit den Jungadlern in der höchsten deutschen Eishockey-Nachwuchsliga, der DNL, und gewann mit Mannheim auch dort den Titel. Er wurde wieder Topscorer der Saison mit 57 Scorerpunkten in 36 Spielen. Zusammen mit Leon Draisaitl zählte er seither als eines der größten Talente im deutschen Eishockey. Vor der Saison 2012/13 wurden dann die Scouts aus Nordamerika auf Kahun aufmerksam. Von den Sudbury Wolves wurde er im CHL Import Draft in der zweiten Runde an 39. Stelle ausgewählt. Die erste Saison in Nordamerika schloss Kahun mit 40 Punkten aus 58 Spielen ab. Zudem gewann er mit den Sudbury Wolves 2012 den Junior Club World Cup, ein internationales Nachwuchsturnier für Clubmannschaften.

### Etablierung als Profi und drei Deutsche Meisterschaften

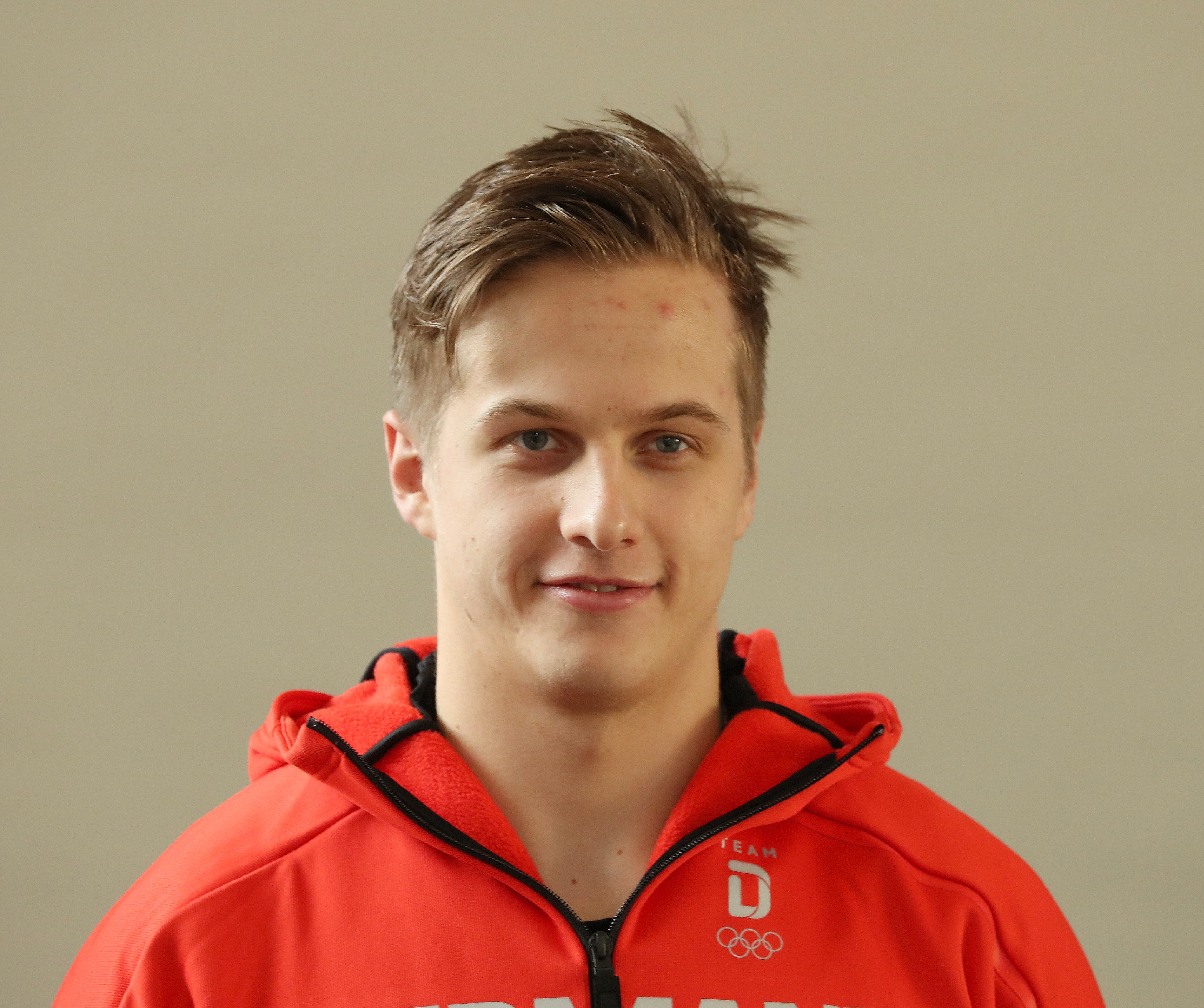
Kahun bei der Olympiaeinkleidung (2018)

Zur Saison 2014/15 wechselte Kahun zum EHC Red Bull München. Er war außerdem ab September 2014 dank einer Förderlizenz für den DEL2-Kooperationspartner von München, den SC Riessersee, spielberechtigt. Er setzte sich aber schnell in München durch und avancierte über die folgenden vier Jahre zum Stammpersonal sowie zu einem der wichtigsten Scorer des Teams und konnte zwischen 2016 und 2018 dreimal in Folge die Deutsche Meisterschaft gewinnen.

### Wechsel in die NHL
Kurz nach dem dritten Titelgewinn unterzeichnete der Stürmer am 28. April 2018 einen auf zwei Jahre befristeten Einstiegsvertrag bei den Chicago Blackhawks aus der National Hockey League. Zum Beginn der Saison 2018/19 debütierte Kahun für Chicago in der NHL und erzielte wenige Tage später seinen ersten Treffer. Er beendete seine erste Spielzeit in Nordamerika mit 37 Scorerpunkten aus 82 Einsätzen, ehe er im Juni 2019 im Tausch für den finnischen Verteidiger Olli Määttä zu den Pittsburgh Penguins transferiert wurde. Zusätzlich erhielt Pittsburgh ein Fünftrunden-Wahlrecht im NHL Entry Draft 2019. Bei den Penguins war er nur bis zur Trade Deadline im Februar 2020 aktiv, als er an die Buffalo Sabres abgegeben wurde und dafür Conor Sheary und Evan Rodrigues nach Pittsburgh wechselten. In Buffalo beendete er die Saison 2019/20, ohne jedoch einen weiterführenden Vertrag zu erhalten, sodass er sich im November 2020 als Free Agent den Edmonton Oilers anschloss. Kahun stand damit beim selben Team wie Leon Draisaitl unter Vertrag, mit dem er bereits gemeinsam bei den Jungadler Mannheim spielte. Im November 2020 schloss sich der Angreifer leihweise dem EHC Red Bull München an, für den er während der NHL-Pause im Rahmen des MagentaSport-Cups zum Einsatz kam.

### Wechsel in die Schweiz
Im September 2021 kehrte Kahun nach Europa zurück, indem er einen Dreijahresvertrag beim SC Bern aus der Schweizer National League unterzeichnete. In der Folge gehörte der Stürmer zu den Führungsspielern des SCB, woraufhin sein Vertrag bereits nach der ersten Spielzeit in der Schweiz um weitere drei Jahre bis zum Sommer 2027 verlängert wurde. Am Ende der Saison 2023/24 war er mit 35 Vorlagen bester Torvorbereiter der Hauptrunde. In der Scorerwertung belegte Kahun mit 50 Punkten den vierten Rang. Im Konzept des im Sommer 2024 verpflichteten, finnischen Trainers Jussi Tapola fand der Angreifer im Verlauf der Spielzeit 2024/25 jedoch keine Rolle und sammelte in 27 Einsätzen bis Mitte Februar 2025 lediglich neun Punkte. In der Folge wurde der Vertrag Kahuns kurz vor der Wechselfrist aufgelöst und er wechselte umgehend zum Ligakonkurrenten Lausanne HC. Mit dem LHC wurde er am Saisonende Vizemeister.

### International
Ab seiner Nominierung für die U17-Nationalmannschaft nahm Kahun regelmäßig an den Weltmeisterschaften der Junioren für Deutschland teil.
Im April 2014 debütierte er im Rahmen der Vorbereitung auf die Herren-Weltmeisterschaft für die A-Nationalmannschaft. Im Jahr 2016 nahm er mit der dieser erstmals an einer WM teil, gefolgt von weiteren Teilnahmen in den Jahren 2017, 2018, 2019, 2023, 2024 und 2025. Bei den Olympischen Winterspielen 2018 und der Weltmeisterschaft 2023 gewann er mit der Nationalmannschaft die Silbermedaille.

## Erfolge und Auszeichnungen

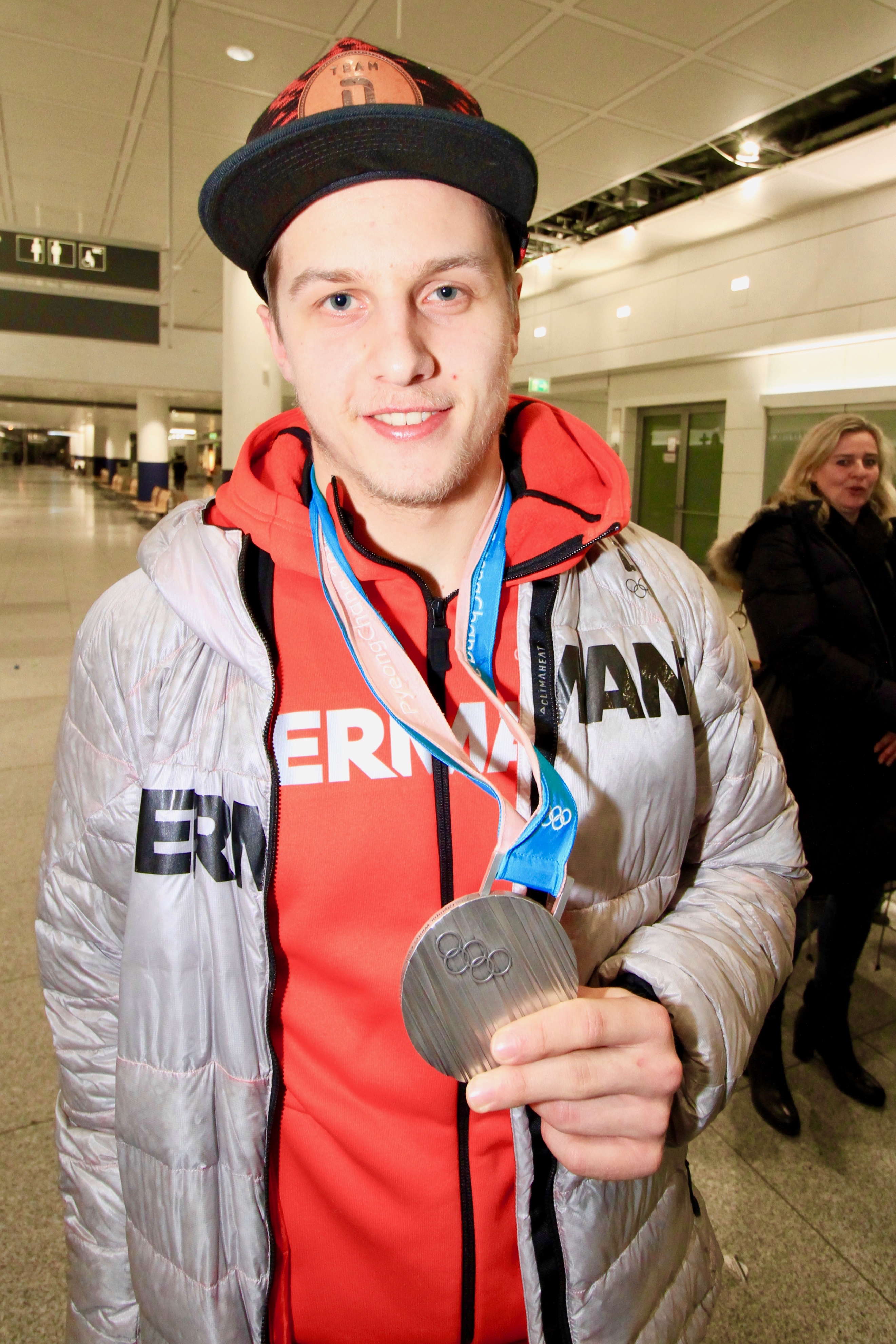
Kahun mit der olympischen Silbermedaille (2018)

| - 2011 Deutscher Schülermeister mit dem Mannheimer ERC - 2012 DNL-Meister mit den Jungadler Mannheim - 2012 Topscorer der DNL-Hauptrunde - 2016 Deutscher Meister mit dem EHC Red Bull München | - 2017 Deutscher Meister mit dem EHC Red Bull München - 2018 Deutscher Meister mit dem EHC Red Bull München - 2024 Bester Vorlagengeber der NL-Hauptrunde - 2025 Schweizer Vizemeister mit dem Lausanne HC |

### International
- 2018 Silbermedaille bei den Olympischen Winterspielen
- 2023 Silbermedaille bei der Weltmeisterschaft

## Karrierestatistik
Stand: Ende der Saison 2024/25

### International
Vertrat Deutschland bei:

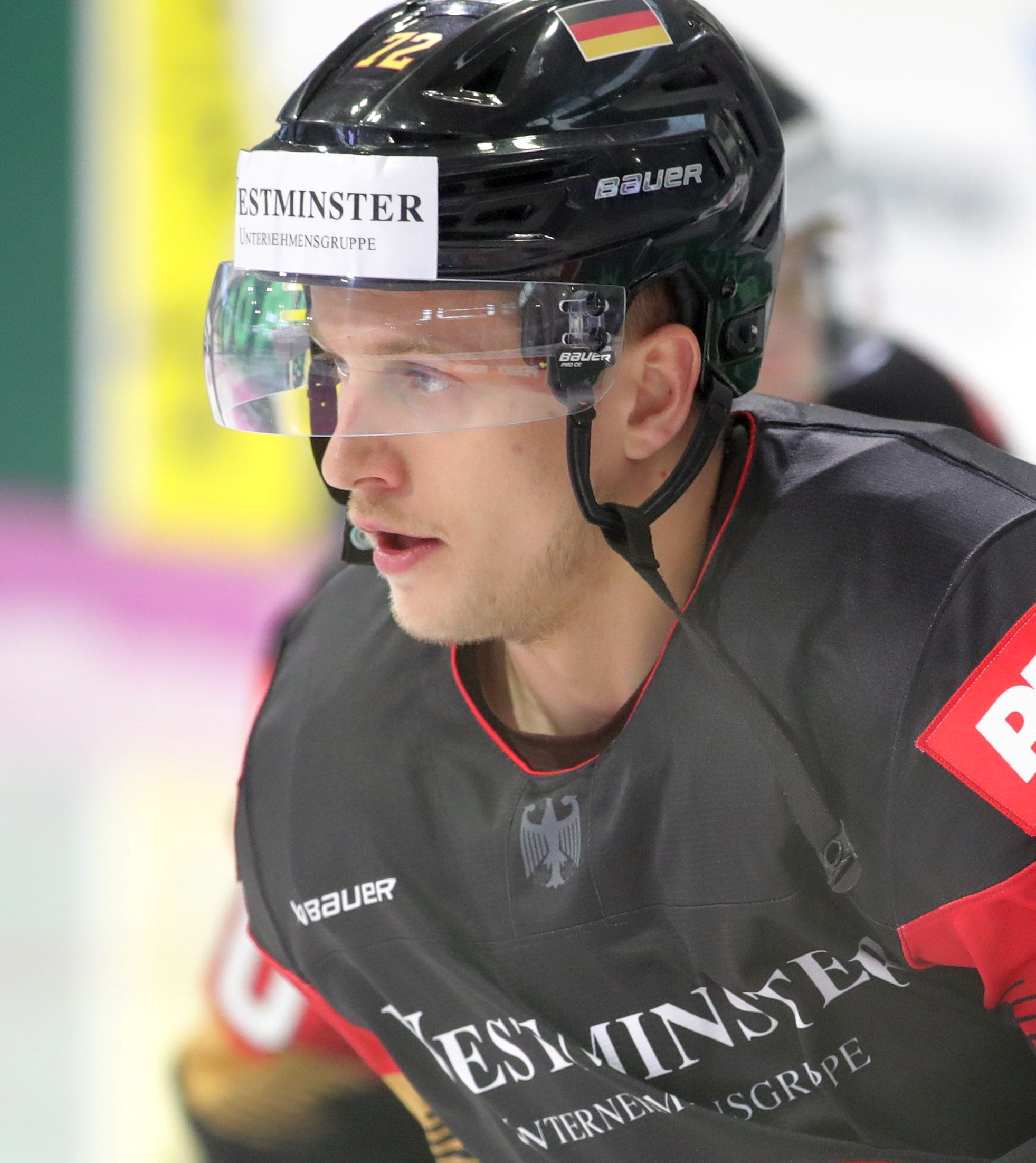
Kahun im deutschen Nationaltrikot (2023)

| - World U-17 Hockey Challenge 2012 - U18-Junioren-Weltmeisterschaft 2012 - U20-Junioren-Weltmeisterschaft 2013 - U18-Junioren-Weltmeisterschaft 2013 - U20-Junioren-Weltmeisterschaft 2014 - U20-Junioren-Weltmeisterschaft 2015 - Weltmeisterschaft 2016 - Qualifikationsturnier für die Olympischen Winterspiele 2018 | - Weltmeisterschaft 2017 - Olympischen Winterspielen 2018 - Weltmeisterschaft 2018 - Weltmeisterschaft 2019 - Olympischen Winterspielen 2022 - Weltmeisterschaft 2023 - Weltmeisterschaft 2024 - Weltmeisterschaft 2025 |

(Legende zur Spielerstatistik: Sp oder GP = absolvierte Spiele; T oder G = erzielte Tore; V oder A = erzielte Assists; Pkt oder Pts = erzielte Scorerpunkte; SM oder PIM = erhaltene Strafminuten; +/− = Plus/Minus-Bilanz; PP = erzielte Überzahltore; SH = erzielte Unterzahltore; GW = erzielte Siegtore; 1 Play-downs/Relegation; Kursiv: Statistik nicht vollständig)